# Radio Rennes Bretagne
Radio Rennes Bretagne, Radio Roazhon Breizh en breton, est une ancienne station radio régionaliste bretonne et collaborationniste,  émettant depuis Rennes, en breton et en français, entre 1940 et 1944 en Bretagne occupée. 

## Contexte historique
Radio Rennes Bretagne réalise des émissions bilingues, en décrochage de Radio Paris, à partir de novembre 1940 jusqu'en juin 1944, une heure par semaine.
Elle est la première radio à émettre régulièrement des émissions en langue bretonne. Cependant, elle n’était pas assez puissante pour être entendue dans la partie « bretonnante » de la région. Sans elle, l'accession de la langue bretonne à la radio aurait été très difficile, comme avant-guerre
Cette radio était placée sous la responsabilité du professeur Leo Weisgerber, un linguiste allemand né en Lorraine annexée, Sonderführer, officier de propagande de l’armée allemande occupante. Défendant la cause bretonne et collaborationniste, elle véhiculait des idées racistes et antisémites, chose très courante dans la France d'avant guerre et occupée.
Roparz Hemon est l’animateur de la radio en langue bretonne. Il intervient sur un plan culturel et intellectuel bien que le simple fait d'utiliser la langue bretonne ait, pour certains pétainistes, une signification politique implicite.
Radio Rennes Bretagne n’a jamais diffusé d'émission de propagande, ouvertement pro-allemande, à l'image de celles de Radio Paris. Ces programmes, diffusés avec la bienveillance des Allemands, étaient toutefois orientés, selon les directives de Berlin. Les contacts entre Berlin, notamment Otto Wagner de l'Abwehr, et les autonomistes bretons dataient d'avant-guerre. À la Libération, Radio Quimerch (avec des émissions en langue bretonne) fut créée en Basse-Bretagne, par volonté tactique des nouvelles autorités selon l'universitaire Ronan Calvez, pour faire pièce au précédent de Radio Rennes Bretagne.

## Équipe de direction
Leo Weisgerber (directeur), Louis Némo, alias Roparz Hemon (directeur des programmes) François Eliès, alias Abeozen, Jean Trécan (régisseur général) 

## Animation
Florian Le Roy (speaker français), Abeozen (speaker breton), André Guellec, Guillaume Berthou, Eugène Victor Bigot, Youenn Drezen, Georges Lemée, Juliette Nizan, Pierre Madec, Job Jaffré alias Jos Pempoull, Yves Levot-Becot, Baillarge, Esnault.

## Émissions
Liste non exhaustive d'émissions diffusées sur les ondes de Radio Rennes Bretagne :
- Kardeur ar Framm Keltiek
- Skol vrezhoneg
- Al labour-douar e Breizh
- An arzoù hag al lennegezh e Breizh
- Ar vuhez keltiek